# Єрмолович Микола Іванович
Микола Іванович Єрмолович (біл. Мікалай (Мікола) Іванавіч Ермаловіч; 29 квітня 1921, ст. Малі Новоселки на Койдановщині, нині Дзержинський район, Мінська область — 5 березня 2000, Молодечно; Псевдоніми: Сымон Беларус, М. Єрмолов, Я. Мікалаеў, Мікола Наваселец, М. Ярмолаў) — білоруський історик, публіцист, критик і літературознавець, засновник нової білоруської романтичної історіографії, автор і видавець непідцензурних текстів 1960-1980-х р.
Брат Валентина і Леона Єрмоловичів.

## Біографія
Закінчив Дзержинську середню школу (1938) і вступив на білоруське відділення літературного факультету Мінського педінституту, де до початку 2-ї світової війни закінчив 3 курсу. Внаслідок поганого зору був звільнений від служби в армії, евакуювався і працював вчителем російської мови і літератури в с. Лабаски Мордовської АРСР. У 1943 р. повернувся в Білорусь, де в 1943—1944 р. працював учителем у Суражі Вітебської області, в 1944—1946 р. — в Дзержинську Мінської області. З 1946 року відновив навчання в педінституті, який закінчив 1947 року, у 1947—1948 рр. навчався в аспірантурі при педінституті. У 1948-1955 рр. — викладач білоруської літератури в Молодечненском учительському інституті, а після його закриття, у 1955-1957 рр. — завідувач методичного кабінету Молодечненського обласного інституту удосконалення вчителів. Наприкінці 1957 р. вийшов на пенсію внаслідок значного погіршення зору. З цього часу Єрмолович активно починає займатися історико-дослідницькою діяльністю, головні теми — історія Білорусі 9—14 ст. Жив в Молодечно, в останні роки в Мінську.

## Творчість
Активну літературну діяльність розпочав у 1948 році. Виступав у пресі з критикою і літературазнавчими статтями, історичними нарисами. Друкувався в молодечненській районній газеті, альманасі «Нароч», газетах «Звязда», «Літаратура і мастацтва», «Голас Радзімы», журналах «Полымя», «Нёман», «Маладосць», наукових збірниках.

### Наукова діяльність в радянські часи

Межі давньої Литви за Єрмоловичем

Був засновником нової білоруської романтичної історіографії, яка суперечила офіційним радянським концепціям історії Білорусі. Зокрема, він доводив, що Литва ніколи не завойовувала Білорусь, а ВКЛ було білоруською державою. Ці погляди були викладені в книзі «слідами одного міфу» (1968).
Альтернативне бачення історії Білорусі викликало роздратування влади, кілька разів на квартиру до Єрмоловича співробітники КДБ приносили повістки з вимогою з'явитися і розібратися з «одвічної самостійністю білорусів». Історичні твори Єрмоловича лежали неопублікованими в редакціях журналів, незважаючи на те, що ці роботи були дуже популярні і у великій кількості розповсюджувалися самвидавом. Наприклад, книга «слідами одного міфу» була офіційно видана тільки в 1989.
Тому рукописи Єрмоловича в 1970-1980-х оберталися в непідцензурному самвидатному друку. Самвидатом множилася робота «слідами одного міфу», а також роботи, опубліковані в офіційній пресі. Так, наприклад, робилися фотокопії з роботи «Балтські племена» (газета «Голос Батьківщини», 05.11.1981). В машинописному вигляді розширювалася робота «В дусі застойнога часу» («У духу застойнага часу»). Ця стаття Єрмоловичем написана у відповідь на статтю В. Мелешко та З. Каписького «Всупереч Фактам» («Фактам вопреки», «Радянська Білорусь», 28.07.1987). Після того, як редакція «Радянської Білорусі» відмовилася друкувати його, стаття поширювалася в машинописних копіях. Пізніше була опублікована в «Студентській думці» № 3 за 1989 рік.

### Участь у самвидаві
У 1963 р. починає видавати рукописний самвидатний журнал «Падснежнік», чотири випуски якого вийшли до 1964 року. У 1975 році відновлює випуск «Падснежніка», але під новою назвою «Бесіди» («Гутаркі»), до 1976 р. вийшло близько 50 видань. «Гутаркі» багаторазово перадруковувалися, переписувалися, поширювалися серед білоруської інтелігенції. «Гутаркі» видавалися Єрмоловичем під псевдонімом Симон Білорус. Назву «Гутарка» автор вибрав тому, що в 19 ст. «бесіди» були найбільш розширеним жанром нелегальної друку. У своєму виданні містив твори, які не могли бути опубліковані в офіційній пресі внаслідок своєї соціальної і політичної спрямованості. Автор готував матеріали у Мінську (в Державній бібліотеці БРСР), друкував в Молодечно на принтері, а потім передавав Євгену Кулику для множення. Номер виходив приблизно раз на тиждень.

### Наукова діяльність в незалежній Білорусі
В радянські часи була видана лише одна книга Єрмоловича «Дарагое беларусам імя» («Дороге білорусам ім'я») (1970). Можливість друкуватися з'явилася тільки в часи перебудови та після проголошення незалежності. У 1990 р. — дослідження «Старажытная Беларусь: Полацкі і Новагародскі перыяды», у 1994 році — «Старажытная Беларусь: Віленскі перыяд», 2000 — «Беларуская дзяржава Вялікае Княства Літоўскае»..
Роботи Єрмоловича значною мірою вплинули на формування сучасної суспільної думки та історіографії Білорусі.

## Визнання
- Член Союзу письменників СРСР (з 1989),
- Державна премія Білорусі за книгу «Старажытная Беларусь» («Стародавня Білорусь») (1992),
- Премію імені. Короткевича,
- Нагороджений медаллю Ф. Скорини (1993).

## Вшанування пам'яті
28 листопада 2003 р. в Молодечно було урочисто відкрито пам'ятний знак почесному громадянинові міста Миколі Єрмоловичу. Торжество влаштовувалося міською владою за участю громадськості.
У рік 90-річного ювілею Миколи Єрмоловича, 19 травня 2011 року, знаменну дату відзначали в Молодечно.

## Вибрана бібліографія
- Дарагое беларусам імя (1970)
- Па слядах аднаго міфа (1989), 1-е выд.: ISBN 5-343-00016-9; 2-е выд.: ISBN 5-343-00876-3
- Старажытная Беларусь: Полацкі і Новагародскі перыяды (1990), 2-е выд.: ISBN 985-02-0503-2
- Старажытная Беларусь: Віленскі перыяд (1994), ISBN 985-6026-01-6
- Беларуская дзяржава Вялікае Княства Літоўскае (2000), ISBN 985-6576-08-3
- Выбранае. Укладанне, каментар К. Цвіркі; прадмова А. Грыцкевіча. — Мн.: Кнігазбор, 2010. — 640 с.: [8] с. іл. — («Беларускі кнігазбор»: Серыя 2. Гісторыка-літаратурныя помнікі). ISBN 978-985-6976-36-3